# Упіймані в раю
«Упіймані в раю» (англ. Trapped In Paradise) — американський кінофільм 1994 року.

## Сюжет
Білл давно зав'язав з кримінальним минулим. Тепер він керуючий рестораном в Нью-Йорку. Але два його брати виходять на свободу і втягують його в нову справу. Їх метою стає банк в маленькому містечку в Пенсільванії. Пограбувати його виявилося надзвичайно просто. Але от вибратися з викраденими грошима з містечка напередодні Різдва — завдання нездійсненне.

## У ролях
- Ніколас Кейдж — Білл Фірпо
- Джон Ловітц — Дейв Фірпо
- Дана Керві — Елвін Фірпо
- Медхен Емік — Сара Коллінс
- Річард Дженкінс — Шаддус Пейсер